# 아일라 유수프
아탄다 아일라 유수프(영어: Atanda Ayila Yussuf, 1984년 11월 4일 ~ )는 나이지리아의 전 축구 선수이다. 현역 시절 포지션은 수비형 미드필더였다.